# Santa-Marta-Elfe
Die Santa-Marta-Elfe (Chaetocercus astreans, Syn. Acestrura astreans) oder Sternenelfe, gelegentlich auch Sternenselfe, ist eine Vogelart aus der Familie der Kolibris (Trochilidae), die in der Sierra Nevada de Santa Marta in Kolumbien endemisch ist. Der Bestand wird von der IUCN als „nicht gefährdet“ (least concern) eingestuft. Die Art gilt als monotypisch.

## Merkmale

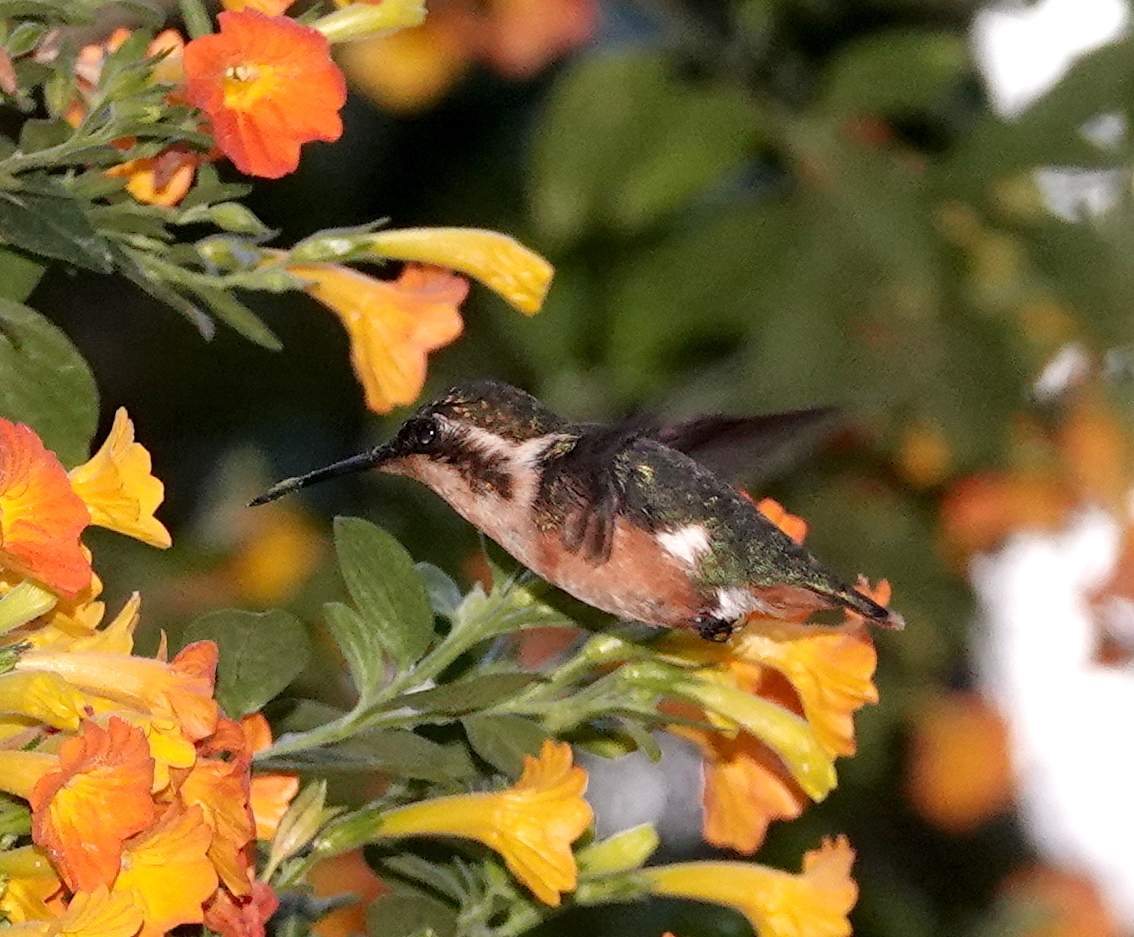
Santa-Marta-Elfe, Weibchen

Die Santa-Marta-Elfe erreicht eine Körperlänge von ca. 7 cm. Das Männchen hat einen geraden schwarzen Schnabel. Der Kopf schimmert grün, der Rest der Oberseite ist dunkelblau leuchtend. Der Ringkragen ist rötlich, eine Farbe, die verlängert in die Ohrdecken übergeht. Die Brust ist grau, ein weißer Fleck findet sich an den Flanken. Das Weibchen ist auf der Oberseite bronzegrün, die Unterseite ist zimtfarben bis fuchsrot. Der zimtfarbene abgerundete Schwanz hat ein schwarzes subterminales Band. Jungtiere ähneln den Weibchen.

## Verhalten und Ernährung
Die Santa-Marta-Elfe bezieht ihren Nektar vermutlich von ähnlichen Pflanzen wie auch ihre Artgenossen: beispielsweise von blühenden Inga oder an Streptosolen jamesonii. Außerdem ernährt sie sich von Insekten. Wie die Weißbauchelfe (Chaetocercus mulsant) ordnet sie sich anderen Kolibris unter. Mit ihrem langsamen hummelähnlichen Flug fällt sie Territorieninhabern oft nicht auf. Eigene Futterterritorien gehören nicht zu ihrer Futterstrategie.

## Fortpflanzung
Die Reproduktionsbiologie der Santa-Marta-Elfe ist bisher nicht erforscht.

## Lautäußerungen
Der Gesang der Santa-Marta-Elfe ist wahrscheinlich ein regelmäßig wiederholter einzelner ausgewogener piepsiger Ton. Der Ruf während der Nahrungsaufnahme und des Schwirrflugs besteht aus einer Serie von einzelnen flüssigen tsit- oder von doppelten ti-tsit-Tönen. Der Flügelschlag klingt im Schwirrflug bienengleich.

## Verbreitung und Lebensraum

Verbreitungsgebiet der Santa-Marta-Elfe

Die Santa-Marta-Elfe bevorzugt die Ränder von Bergwäldern, Waldungen und schattigen Kaffeeplantagen. Gelegentlich ist sie auch im Subpáramo unterwegs. Sie ist in Höhenlagen zwischen 850 und 2000 Metern verbreitet.

## Migration
Die Santa-Marta-Elfe ist wahrscheinlich ein saisonaler Strichvogel, der in den Höhenlagen wandert.

## Etymologie und Forschungsgeschichte
Die Erstbeschreibung der Santa-Marta-Elfe erfolgte 1899 durch Outram Bangs unter dem wissenschaftlichen Namen Acestrura astreans. Das Typusexemplar wurde von Wilmot Wood Brown Jr. (1868–1953) bei San Sebastián de Rábago gesammelt. Im Jahr 1855 führte George Robert Gray die neue Gattung Chaetocercus ein. Dieser Name setzt sich aus den griechischen Wörtern χαίτη chaítē für „langes fliegendes Haar“ und κέρκος kérkos für „Schwanz“ zusammen. Der Artname astreans bedeutet „glänzend wie ein Stern“ abgeleitet vom lateinischen astrum, astri bzw. vom griechischen ἄστρον ástron für „Stern, Fixstern“.